# So Yesterday
So Yesterday è il secondo singolo della cantante Hilary Duff dell'album Metamorphosis, il primo pubblicato nel Regno Unito. Uscito il 29 luglio 2003, riscosse grande successo nelle classifiche di tutto il mondo. Il brano è stato accolto con critiche miste, con alcuni che hanno notato una leggera somiglianza con la musica di Avril Lavigne.
In Italia venne pubblicato il 23 ottobre del 2003 riscuotendo un notevole successo nelle radio ma non tanto a livello di vendite.
La canzone, che parla della bellezza e dell'utilità di rinnovarsi, di cambiare, di mutare e maturare dopo ad esempio una relazione finita male, è stata una delle più amate e acclamate della popstar.

## Il brano
Nonostante Hilary Duff avesse già registrato pezzi come I Can't Wait e Why Not e What Dreams Are Made Of, che si erano meritati alcuni passaggi in Radio Disney, i produttori della Disney Music Group, etichetta discografica della cantante, decisero di aiutarla ad acquisire un pubblico più maturo. Perciò Andre Recke, un esecutivo della Buena Vista, insieme alla Duff e alla madre, contattò la squadra di produttori The Matrix per produrre alcuni brani per il disco di debutto della cantante, Metamorphosis. So Yesterday è diventato uno dei tre brani prodotti dal gruppo per il suo album ed è stato l'ultimo pezzo registrato per il disco. La stessa Hilary Duff ha affermato che la prima volta che ha ascoltato il brano non le era piaciuto molto, ma ha cambiato opinione dopo averla ascoltata più spesso. Stando alle sue parole, lei stessa "finì per amarla", dicendo che "è una canzone divertente, e significa molto".

## Critica
Stephen Thomas Erlewine da AllMusic ne ha dato una recensione positiva e ha affermato che il brano sembra molto spontaneo per una ragazza precoce come Hilary Duff, ma non ha potuto far a meno di ribattere l'eco musicale ad Avril Lavigne. Billboard ne ha scritto una recensione tiepida, sostenendo la profonda impronta lasciata dalla musica di Avril Lavigne. Stilando una recensione della raccolta di successi, Most Wanted, Talia Kraines da BBC Music ha definito il brano il più bello dell'artista.

## Il video
Il video fu trasmesso varie volte su MTV e su Much Music. Vendendo oltre otto milioni di copie guadagnò il titolo "Third Best-Selling Pop song" (terzo miglior brano pop venduto), con Avril Lavigne ai primi due posti.
Debuttò primo in tutte le classifiche di MTV.
In Australia il video accompagnò la cerimonia inaugurale del Primo Ministro John Howard.
In Asia fu un vero successo e vendette oltre 5 milioni di copie solo in Cina e India.

## Classifiche
| Chart (2003)           | Peak position |
| ---------------------- | ------------- |
| Australia              | 8             |
| Belgio (Fiandre)       | 11            |
| Belgio (Vallonia)      | 24            |
| Canada                 | 2             |
| Francia                | 8             |
| Germania               | 46            |
| Giappone               | 8             |
| Irlanda                | 6             |
| Italia                 | 18            |
| Nuova Zelanda          | 23            |
| Paesi Bassi            | 5             |
| Regno Unito            | 9             |
| Svizzera               | 28            |
| U.S. Billboard Hot 100 | 42            |

### Andamento nella classifica dei singoli australiana
| Settimana | 01 | 02 | 03 | 04 | 05 | 06 | 07 | 08 | 09 | 10 | 11 | 12 | 13 | 14 | 15 | 16 | 17 | 18 | 19 | 20 |
| --------- | -- | -- | -- | -- | -- | -- | -- | -- | -- | -- | -- | -- | -- | -- | -- | -- | -- | -- | -- | -- |
| Posizione | 39 | 23 | 16 | 13 | 14 | 14 | 9  | 8  | 10 | 9  | 9  | 9  | 11 | 12 | 15 | 16 | 20 | 23 | 30 | 45 |

## Tracce

### So Yesterday (US)
1. "So Yesterday"
2. "Workin' It Out"

#### So Yesterday (UK)

##### CD 1
1. "So Yesterday"
2. "Girl Can Rock"
3. "Album Megamix"
4. Galleria fotografica, wallpaper e testi

##### CD 2
1. "So Yesterday"
2. "Workin' It Out"
3. "So Yesterday [Thunderpuss Mix]"
4. Poster